# Karl Nehammer
Karl Nehammer, avstrijski politik; * 18. oktober 1972, Dunaj.
Je avstrijski politik in član Avstrijske ljudske stranke (ÖVP), od 6. decembra 2021 do 10. januarja je bil na funkciji zveznega kanclerja Avstrije, nato pa odstopil s položaja, ko se je stranka odločila za koalicijska pogajanja s Svobodnjaško stranko. Pred tem je bil med letoma 2020 in 2021 minister za notranje zadeve, od 2018 do 2020 generalni sekretar ÖVP, od 2017 do 2020 pa član Državnega sveta.

## Mladost
Nehammer je odraščal na Dunaju, kjer je obiskoval Kalksburg College in gimnazijo Amerlingstrasse, kjer je diplomiral leta 1992. Vojaški rok je odslužil kot enoletni prostovoljec z nadaljnjo službo do leta 1996. Naslednje leto je bil odpuščen kot poročnik. Nato je delal kot inštruktor za informatorje pri Zveznem ministrstvu za narodno obrambo in kot trener za strateško komuniciranje za različne ustanove, kot sta Inštitut za poklicno promocijo (BFI) in Politična akademija Avstrijske ljudske stranke. Po letu 2012 je končal dvoletni univerzitetni študij političnega komuniciranja na Donavski Univerzi Krems in magistriral.

## Politična kariera
Nehammer je postal aktiven v Avstrijski ljudski stranki po tem, ko je zapustil vojsko. Sprva je delal za akademijo stranke. Nato je bil v letih 2007–2008 vodja službe in mobilizacijskega oddelka na sedežu stranke, v letih 2008–2009 pa oddelka za usposabljanje in mreženje. Nato je postal vodja strankinega združenja Spodnje Avstrije in veljal za blizu takratnemu namestniku guvernerja Wolfgangu Sobotki.
Oktobra 2015 je bil Nehammer imenovan za namestnika generalnega sekretarja in zveznega organizacijskega predsednika Avstrijskega delavskega sindikata (ÖAAB), sindikalne zveze ÖVP. Med avstrijskimi predsedniškimi volitvami leta 2016 je bil tekom kampanje imenovan za nadomestnega vodjo kandidata Andreasa Khola iz ÖVP. Dosegli so 11 % rezultat.
Leta 2016 je nasledil Augusta Wögingerja na mestu generalnega sekretarja ÖAAB in to funkcijo opravljal do januarja 2018. Novembra 2016 je bil izvoljen tudi za regionalnega predsednika ÖAAB Dunaj. Od aprila 2017 je okrajni predsednik stranke ÖVP na Dunaju-Hietzing.
Na zveznih volitvah leta 2017 je bil Nehammer izvoljen za predstavnika Dunaja. Med kasnejšim oblikovanjem vlade je bil član pogajalske skupine ÖVP na področju obrambe. Za namestnika predsednika poslanske skupine ÖVP je bil izvoljen 8. novembra, bil je tudi tiskovni predstavnik.
Nehammer je na zveznih volitvah leta 2019 kandidiral na petem mestu na deželni listi ÖVP Dunaj in na enajstem mestu na zvezni listi ÖVP. Bil je tudi eden od petih ocenjevalcev ÖVP pri volilnem organu med volitvami. Pri kasnejšem oblikovanju vlade se je pogajal na področjih Evrope, migracij, povezovanja in varnosti.

### Minister za notranje zadeve
Nehammer je bil imenovan za ministra za notranje zadeve v drugi vladi Sebastiana Kurza in je prisegel 7. januarja. Pod njegovim vodstvom je avstrijska vlada sredi leta 2020 vložila obtožbo proti osebi, ki je priznala vohunjenje za turško tajno službo. Bil je eden od treh javnih kriznih menedžerjev med pandemijo COVID-19, odgovoren za uveljavljanje ustavljanje javnega življenja in omejitve. Velja za močnega zagovornika begunske politike Sebastiana Kurza.
Nehammer je vodil vladni odziv po terorističnem napadu na Dunaju leta 2020. Napadalca je opisal kot "islamističnega terorista" in simpatizerja Islamske države ter priznal, da obveščevalne službe pod njegovo jurisdikcijo niso posredovale informacij, ki bi lahko preprečile napad. Nehammerjeva žena in otroci so prejeli policijsko zaščito zaradi groženj s smrtjo, prejetih po napadu.

### Zvezni kancler
Po tem, ko je Sebastian Kurz napovedal upokojitev iz politike in Alexander Schallenberg svoj odstop z mesta kanclerja (oba 2. decembra 2021), je izvršni organ stranke 3. decembra Nehammerja začasno imenoval za vodjo ÖVP. Kot zvezni kancler je prisegel 6. decembra 2021. Na kongresu stranke je bil za predsednika tudi uradno izvoljen 14. maja 2022.
Pod Nehammerjevim vodstvom je avstrijska vlada leta 2022 izvedla paket ukrepov v vrednosti šest milijard evrov, katerih cilj je bil ublažiti udarec naraščajočih življenjskih stroškov za gospodinjstva. Decembra 2022 je bil med glavnimi nasprotniki vstopa Romunije in Bolgarije v schengensko območje. V intervjuju za nemški časopis Die Welt je septembra 2023 Nehammer pozval k prekinitvi pogajanj o polnopravnem članstvu Turčijo v Evropski uniji ter razvoju novega koncepta v odnosih med EU in Turčijo.
Nehammer je izrazil podporo Izraelu v vojni s Hamasom. Oktobra 2023 je zavrnil pozive k prekinitvi ognja v Gazi, rekoč, da »vse fantazije o premirjih, prekinitvah ognja itd. vplivajo na krepitev Hamasa v njegovi odločenosti, da nadaljuje s svojim delovanjem in ohranja ta strašni teror.« Januarja 2024 je kritiziral tožbo Južne Afrike glede genocida proti Izraelu.
Na avstrijskih parlamentarnih volitvah leta 2024, ki so potekale 29. septembra, se je ÖVP uvrstila na drugo mesto za skrajno desno Svobodnjaško stranko Avstrije (FPÖ), ki je dobila večino sedežev v državnem svetu. Vendar se nobena stranka v parlamentu ni strinjala z oblikovanjem koalicije s FPÖ, zato je predsednik Van der Bellen Nehammerja 22. oktobra pozval k sestavi nove vlade. Po neuspehu pogajanj o vladni koaliciji s strankama SPÖ in NEOS je 4. januarja 2025 Nehammer napovedal odstop s položaja vodje stranke in kanclerja. Začasno ga je na premierskem položaju nasledil zunanji minister Alexander Schallenberg, na mestu vodje stranke pa Christian Stocker, ki je nato vodil koalicijska pogajanja in marca prisegel kot novi kancler.

## Zasebno
Nehammer je član katoliških avstrijskih študentskih združenj Sonnberg Perchtoldsdorf znotraj Mittelschüler-Kartellverband. Poročen je s članico ÖVP Katharino Nehammer. Imata dva otroka. Par je bil v začetku leta 2020 deležen kritik, saj je bila Katharina imenovana za tiskovno predstavnico ministrstva za obrambo, Herbert Kickl pa je vladi očital, da daje notranjo in obrambno politiko "v roke eni družini". Julija 2020 je začela delati v zasebnem sektorju v odnosih z javnostmi. Nehammerjev tast je nekdanji voditelj ORF Peter Nidetzky.